# Meilleray
Meilleray är en kommun i departementet Seine-et-Marne i regionen Île-de-France i norra Frankrike. Kommunen ligger i kantonen La Ferté-Gaucher som tillhör arrondissementet Provins. År 2022 hade Meilleray 505 invånare.

## Befolkningsutveckling
Antalet invånare i kommunen Meilleray
| Referens: INSEE |